# 오은선

오은선(吳銀善, 1966년 3월 5일 ~ )은 전라북도 남원시에서 태어난 대한민국의 여성 산악인이다. 직업 군인인 아버지를 따라 강원도에서 어린 시절을 보냈고, 초등학교 3학년 때부터 지금까지 서울특별시 중랑구 면목동에 거주하고 있다.
2010년 4월, 여성 최초로 히말라야 8,000미터급 14좌 완등에 성공했다고 발표했으나 실제로 칸첸중가 정상을 올랐는지에 대해서는 논란이 있다. 이에 대해 대한산악연맹은 그가 칸첸중가 등정에 실패했다고 결론내렸다

## 학력
- 서울중곡초등학교
- 서울 송곡여자고등학교
- 화성 수원대학교 전자계산학과 학사

## 이력

### 에베레스트 등산
1993년 故 지현옥 대장을 중심으로 한 대한민국 최초의 여성 에베레스트 원정대 대원으로 첫 해외 원정 시작하였으며, 그로부터 11년 후인 2004년 대한민국, 아시아 여성 산악인 최초 세계 최고봉인 에베레스트(8,848m) 단독 등정에 성공하였다.

### 히말라야 등정
2006년 한국 여성 산악인 최초 세계 7대륙 최고봉을 완등다.
2004년 5월 10일 아시아 여성 최초로 세계(아시아) 최고봉 에베레스트(Everest, 8,848m) 단독등정에 성공했으며, 한국 여성산악인으로써는 최초로 2007년 7월 20일 K2(K2, 8,611m) 등정에 성공했다. 2008년 세계 여성산악인 최초로 히말라야 14좌 중 한 해 4개봉 연속 등정에 성공(마칼루(8,463m)-로체(8,516m)-브로드피크(8,047m)-마나슬루(8,163m)), 2009년 역시 칸첸중가(8,586m)-다울라기리(8,167m)-낭가파르밧(8,126m)-가셔브룸Ⅰ봉(8,068m) 무산소 연속 등정에 성공하며, 여성으로써는 최초로 2년 연속, 한해 4개봉 무산소 연속 등정에 성공한 기록을 가지고 있다.
2010년 4월 27일, 히말라야 8000m급 10위 고봉 안나푸르나(8091m) 등정에 성공했다.

### 7대륙 최고봉 한국 여성 최초 등정
- 2002. 8. 24. 유럽 최고봉 옐브루스(5,642m) - 동봉(23일), 서봉(24일)
- 2003. 5. 24. 북미 최고봉 매킨리(6,194m) - 아시아 여성 최초‘단독 등정’
- 2004. 1. 9. 남미 최고봉 아콩카과(6,959m)
- 2004. 5. 20. 세계(아시아) 최고봉 에베레스트(8,848m) - 아시아 여성 최초‘단독 등정’
- 2004. 8. 19. 아프리카 최고봉 킬리만자로(5,895m)
- 2004. 11. 12. 호주 최고봉 코지어스코(2,230m)
- 2004. 12. 19. 남극 최고봉 빈슨매시프(4,897m)
- 2006. 12. 3. 오세아니아주 최고봉 칼스텐츠(4,884m)

### 히말라야 8,000m급 14좌 완등 기록
- 1997. 7. 17. 가셔브룸 II봉(8,035m) - 무산소
- 2004. 5. 20. 세계(아시아) 최고봉 에베레스트(8,848m) - 아시아 여성 최초 단독 등정
- 2006. 10. 13. 시샤팡마(8,046m) - 무산소
- 2007. 5. 8. 초오유(8,201m) - 무산소, 단독
- 2007. 7. 20. K2(8,611m) - 한국 여성 최초 등정
- 2008. 5. 13. 마칼루(8,463m) - 무산소
- 2008. 5. 26. 로체(8,516m) - 무산소, 단독
- 2008. 7. 31. 브로드피크(8,047m) - 무산소, 단독
- 2008. 10. 12. 마나슬루(8,163m) - 무산소
- 2009. 5. 6. 칸첸중가(8,586m) - 무산소(논란)
- 2009. 5. 21. 다울라기리(8,167m) - 무산소
- 2009. 7. 10. 낭가파르밧(8,126m) - 무산소
- 2009. 8. 3. 가셔브룸I(8,068m) - 무산소
- 2010. 4. 27. 안나푸르나(8,091m) -

### 산소 마스크를 쓰지 않고 등정 성공한 산악인(7. 7. 17. 가셔브룸 II봉(8,035m) - 무산소
- 2006. 10. 13. 시샤팡마(8,046m) - 무산소
- 2007. 5. 8. 초오유(8,201m) - 무산소, 단독
- 2008. 5. 13. 마칼루(8,463m) - 무산소
- 2008. 5. 26. 로체(8,516m) - 무산소, 단독
- 2008. 7. 31. 브로드피크(8,047m) - 무산소, 단독
- 2008. 10. 12. 마나슬루(8,163m) - 무산소
- 2009. 5. 6. 칸첸중가(8,586m) - 무산소 등반(거짓로 추정)
- 2009. 5. 21. 다울라기리(8,167m) - 무산소
- 2009. 7. 10. 낭가파르밧(8,126m) - 무산소
- 2009. 8. 3. 가셔브룸I(8,068m) - 무산소
- 2010. 4. 27. 안나푸르나(8,091m) - 무산소

- 2010년 4월 27일 여성 산악인 세계최초로 히말라야 14좌 완등에 성공(논란 중) - 등반과정은 한국방송에서 2010년 4월 27일에 중계하였다.

## 출연작
- 2010.5.23 KBS 특별생방송 2010특별기획 오은선 14번째 하늘에 서다
- 2010.5.12 KBS 오은선과 KBS, 히말라야를 품고 돌아오다
- 2010.4.30 KBS 오은선, 히말라야를 품다
- 2010.4.27 KBS 오은선, 히말라야 14좌 완등!
- 2010.4.18 KBS 오은선, 히말라야 14좌 도전!

## 칸첸중가 등정 의혹
2010년 8월 21일 SBS 그것이 알고싶다에서는 정상의 증거는 신(神)만이 아는가- 오은선 칸첸중가 등정의 진실 편을 방송하였다. 정상을 너무 빨리 올랐다는 점과 증거사진이 부실하다는 내용 등의 의혹을 제기하였다.

## 같이 보기
- 에두르네 파사반
- 다베이 준코
- 8000미터 봉우리

## 참고
- 오은선 '산은 내 운명'.."죽을 때까지 오를 것"《연합뉴스》
- 첫 14좌 완등 메스너 “오은선 완등 축하”《KBS》
- 오은선 스피드 놀라워 - 14좌 세계 첫 2회 완등 도전’ 오이아르사발이 본 오은선《동아일보》
- 히말라야 오른지 13년, 더 이상 오를 곳이 없다 - 오은선씨 안나푸르나 13시간16분 사투끝 등정 ‘14좌 마침표’《한겨레》